# 连二次硫酸
连二次硫酸是一种硫含氧酸 ，其中硫的氧化态为很低的 +1。它的结构为 HOSSOH，全部原子排成了一条线。 它是硫代亚硫酸 的异构体，不过能量较低。 其它异构体包括 HOS(=O)SH，HOS(=S)OH和 HS(=O)2SH。一氧化二硫，S2O，可以被认为是它的酸酐。 不像其它低氧化态的硫的含氧酸，连二次硫酸可以以纯净物存在，由硫化氢和二氧化硫在 −70 °C 下的 二氟二氯甲烷反应而成。
H2S + SO2 → H2S2O2
连二次硫酸可能会作为硫代次硫酸的一个互变异构体存在。
连二次硫酸的有机衍生物如：二甲氧基二硫、 二乙酸二硫 和双（三氟乙酸）二硫 是存在的。
连二次硫酸的共轭碱有连二次硫酸一氢根(1−) HSO−
2 和连二次硫酸根(2−) SO2−
2。

## 性质
计算预测它的 S−S 键长为 2.013 Å，O−S 键长 1.645 Å，而 H−O 键长为 0.943 Å。

## 相关化合物
相关的化合物包括等电子体四氧化二氢 HOOOOH，氧三硫化二氢 HOSSSH、 HSOSSH 和 四硫化二氢 HSSSSH。